# چمخاله
چمخاله منطقه ای در شهرستان لنگرود در استان گیلان در سرزمین ایران که در سال ۱۳۸۸ از دو منطقه چاف و چمخاله ادغام شد.
بندر ساحلی (چمخاله ) در شمال ایران و می باشد. برای نخستین بار در سال 512 هـ. ق در متون تاریخی ذکر شده است. این سال مصادف با مرگ سلطان محمد پسر ملک شاه آلب ارسلان است. در دوره صفویان، خصوصاً در دوره سلطنت شاه عباس اول، بندر چمخاله مرکز حوادث مهمی بوده است. فرار احمد خان حاکم چمخاله و دستگیری اعضای خانواده وی توسط کیا فریدون حاکم گیلان (دیلمستان )و تحویل آنها به شاه عباس، از جمله رویدادهای مهم این دوره شهر است.در زمان سلسله افشاریه نادرشاه افشار برای جلوگیری از اشغال گیلان توسط تزار های روس از سمت دریا به جمعیت کُرد های گیلان افزود . کُرد ها در مبارزه و دفاع مهارت داشتن و همچنین با ایجاد و توسعه تجارت و دستیابی به دریا، چمخاله را برای ایجاد پایگاه دریایی و کارخانه کشتی‌سازی انتخاب کرد و در توسعه آن کوشید. در زمان قاجاریه نیز چمخاله مورد توجه قرار گرفت. این شهر، امروزه یکی از مناطق زیبای گردشگری در استان گیلان است.
چاف و چمخاله از توابع بخش مرکزی شهرستان لنگرود قرار دارد و در تاریخ ۱۳۸۸/۰۷/۱۲ با تصویب وزیران عضو کمیسیون سیاسی و دفاعی و بنا به پیشنهاد وزارت کشور، پس از ادغام با روستاهای پایین پاپگیاده، تپه، پلت گله، پیرپشته، تازه‌آباد چاف، چاف، چاف پایین، حسین‌آباد چاف، رادارکومه، سلطان مال الدین پشته، گالش کلام و میان محله پاپکیاده از توابع همین دهستان در شهرستان لنگرود استان گیلان به عنوان شهر چاف و چمخاله شناخته ، شد.
چاف و چمخاله که در حال حاضر ازبخش مرکزی شهرستان لنگرود تبعیت میکند در تاریخ ۱۳۸۸/۰۷/۱۲ با تصویب وزیران عضو کمیسیون سیاسی و دفاعی و بنا به پیشنهاد وزارت کشور، پس از ادغام با روستاهای پایین پاپگیاده، تپه، پلت گله، پیرپشته، تازه‌آباد چاف، چاف، چاف پایین، حسین‌آباد چاف، رادارکومه، سلطان مال الدین پشته، گالش کلام و میان محله پاپکیاده از توابع همین دهستان در شهرستان لنگرود استان گیلان به عنوان شهر چاف و چمخاله شناخته، شد.

## وجه تسميه
کلمه چمخاله از دو کلمه چم و خاله تشکیل شده است که در زبان کُردی یعنی رودخانه منشعب شده از رودخانه های مختلف.

## تاریخ وجمعیت
بر اساس منابع تاریخی و شواهد زبانی و فرهنگی، کُردهای بوجود آورنده چمخاله از طوایف کهن کُرد شمالی بوده‌اند که به دلایل نظامی به این منطقه کوچ و در اصطلاحا عامیانه تبعید داده شدند. زبان کُردی در برخی خانواده‌ها تا چند نسل پیش رایج بوده و برخی سنن آن‌ها هنوز در آیین‌های محلی باقی مانده است.
امروزه کُردهای چمخاله به کشاورزی، ماهی‌گیری و به کارهای گردشگری مشغول شدند و نقش مهمی در توسعه این منطقه دارند.
این شهر ساحلی در شهرستان لنگرود قرار دارد و مردم آن کُرد تبارند و براساس سرشماری مرکز آمار ایران در سال ۱۳۸۵، جمعیت آن ۱۸۱۴ نفر (۵۱۰ خانوار) بوده است.